# Louis Constant Wairy
Pour les articles homonymes, voir Constant.
Louis-Constant Wairy, surnommé Constant, né à Péruwelz le 2 décembre 1778 et mort à Breteuil le 27 juin 1845, est un premier valet de chambre de Napoléon en 1806 et 1814. Il écrit ses mémoires, publiés sous le titre Mémoires de Constant, premier valet de chambre de l'empereur, où il relate la vie privée de Napoléon, sa famille et sa cour.

## Biographie
Il commence sa carrière en 1798 en entrant au service d'Eugène de Beauharnais, celui-ci ayant laissé au Caire son propre valet atteint de fièvre. Au retour de ce dernier en 1799, Eugène de Beauharnais place Constant auprès de sa mère Joséphine Bonaparte en qualité de jockey aux écuries. Il officie alors à Malmaison.
À son retour d'Égypte quelques mois après, Bonaparte manifeste l'excellente impression qu'il a de Constant. Il le juge adroit, souriant, poli, courtois et surtout discret. Le 6 mai 1800, il devient valet ordinaire du Premier Consul. À la suite de la démission de Joseph Hambard en février 1806, il devient premier valet de chambre de l'empereur.
Longtemps Constant vouera à son maître un indéfectible attachement, une fidélité sans faille et une admiration sans borne. Il prend soin de noter tous les détails de sa vie quotidienne, d'annoter toutes ses humeurs dans ses bons jours comme dans ses mauvais, ses réactions à chaud, dans les moments d'euphorie ou d'inquiétude. Dans ses mémoires, il donne des détails de la vie de Napoléon, ses goûts culinaires, vestimentaires, ses tics, ses défauts, ses amours ou ses déceptions.
Cependant, lors de la première abdication de l'empereur, Constant abandonne subrepticement son maître le 19 avril 1814 en emportant de l'argent et des bijoux, et se retire dans sa maison de campagne. Il est remplacé par Louis-Joseph Marchand. Il est indifférent à l'instauration du nouveau régime, bien qu'il craigne quelque temps d'être inquiété par la police. Il est finalement épargné par la Terreur blanche.
En 1830, les mémoires de Constant font l'objet d'une parution en 6 volumes aux éditions Ladvocat sous le titre est Mémoires intimes de Napoléon Ier, par Constant son valet de chambre. Ils furent en réalité écrits par le teinturier Jean-Baptiste de Roquefort-Flaméricourt, puis terminés par Auguste Luchet et Désiré Nisard.
Il meurt à Breteuil le 27 juin 1845 à l'âge de 66 ans.